# Witstaartgraszanger
De witstaartgraszanger (Cisticola anderseni) is een vogel uit de familie Cisticolidae die endemisch is in Tanzania. De vogel werd in 2021 voor het eerst geldig beschreven samen met een andere nieuwe soort graszanger (C. bakerorum). Al in de jaren 1980 bestond het vermoeden dat er nieuwe soorten graszangers voorkomen in de overstromingsgebieden van de rivier de Kilombero in het zuidelijk deel van Midden-Tanzania.

## Leefgebied
Het leefgebied van de witstaartgraszanger ligt in meer open gebieden met een kortere vegetatie en plaatselijk een zandige ondergrond. 

## Status
De grootte van de populatie is in 2021 geschat op 20.000-100.000 volwassen vogels. Het verspreidingsgebied is klein en aangenomen wordt dat de aantallen achteruitgaan omdat het leefgebied wordt aangetast door intensivering van de landbouw. Op de Rode lijst van de IUCN heeft deze soort daarom de status gevoelig.